# 三城记 (小说)
《三城记》 是一个汇集上海、香港、台北三地近年来最具代表性的优秀中短篇小说的系列小说集。通过小说將兩岸三地的世態人生、文學風貌展現於讀者面前。由上海文艺出版社出版，今后还将陆续推出。

## 主编
第一二辑由上海作家王安忆、香港岭南大学中文系副教授许子东与美国哥伦比亚大学教授王德威这三位“三城居住者”分别担任丛书的主编。第三辑由复旦大学中文系教授陈思和、许子东与国立暨南大学中文系副教授黄锦树这三位“三城居住者”分别担任丛书的主编。

### 第一辑
出版发行时间为2001年7月1日
- 王安忆编选上海卷《女友间》
  - 这本选集将五四时期就开始写作的女作家罗洪的作品，与一批中年作家以及出生于二十世纪七十年代的作家的作品集于一册。
- 许子东编选香港卷《输水管森林》
  - 这本选集收选了在1996年至1997年间初次发表（或初次结集出版）的短篇小说十七篇，其中包括几篇1996-1997香港市政局中文创作奖和第二十四届青年文学奖的获奖作品。
- 王德威编选台北卷《第凡内早餐》
  - 这本选集收选的十六个“台北当下故事”大多怪异诡谲，都市瑰丽面目下人心的创伤令人惊叹。

### 第二辑
出版发行时间为2003年6月1日
- 王安忆编选上海卷《上海街情话》
- 许子东编选香港卷《香港卷曲后殖民食物与爱情》
- 王德威编选台北卷《微雨魂魂》

### 第三辑
出版发行时间为2005年初

## 意义
- 小说体现了三地人的生活方式和想法，这种差异是从细微处体现的。在男女关系上，台北最为开放，这种开放不是滥交，而是理性观念上的包容，直面现实和人性；上海和台北香港比更保守和传统，小说中体现出对日常生活的温情，人性中的善良和温馨处处可见；而香港则体现在对政治的敏感上，人们的心态复杂丰富。（陈保平）
- 这三座城市从某种意义上可说是兩岸三地目前最为炫目耀眼的现代化都市，编选这三城的中短篇小说选，不仅使三城文化中对比和映照之处在其中突显，更是为同一时期内三座城市的发展轨迹，提供了一个文学文本的记录。同时也可以看出城市的定位和发展。